# 柯基博斯特島

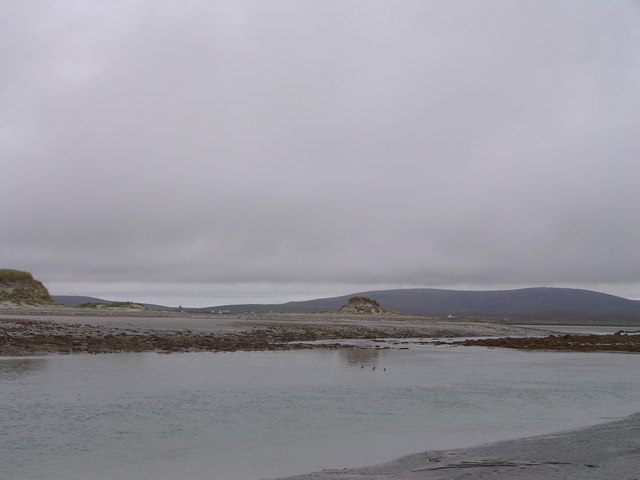

柯基博斯特島是蘇格蘭的島嶼，位於北尤伊斯特島以西的大西洋海域，屬於外赫布里底群島的一部分，面積2.05平方公里，最高點海拔高度7米，島上無人居住。
57°33′30″N 7°25′15″W / 57.55833°N 7.42083°W